# Ghidul (film)
Ghidul (în ucraineană Поводир, transliterat: Povodîr) este un film dramatic ucrainean din 2014 și regizat de Oles Sanin. A fost propus la Premiul Oscar pentru cel mai bun film străin la Oscar 2015, dar nu a fost nominalizat datorită unor controverse legate de votare.
Acțiunea are loc în anii '30 (în plină campanie de epurare stalinistă), când un inginer american pe nume Michael Shamrock vine la Harkov, împreună cu fiul său de zece ani, pentru a „construi socialismul”. Se îndrăgostește de Olga, o actriță care, la rândul ei, este urmărită de un alt admirator, comisarul Vladimir. În împrejurări neelucidate, americanul este ucis, iar fiul său revine în grija unui cobzar orb.